# Jetibá
Jetibá är en ort i Brasilien.   Den ligger i kommunen Santa Maria de Jetibá och delstaten Espírito Santo, i den sydöstra delen av landet, 900 km sydost om huvudstaden Brasília. Jetibá ligger 678 meter över havet och antalet invånare är 5 883.
Terrängen runt Jetibá är huvudsakligen kuperad, men den allra närmaste omgivningen är platt. Närmaste större samhälle är Santa Teresa, 12,7 km nordost om Jetibá.
Omgivningarna runt Jetibá är en mosaik av jordbruksmark och naturlig växtlighet. Runt Jetibá är det ganska tätbefolkat, med 54 invånare per kvadratkilometer.